# I professionisti
I professionisti (The Professionals) è un film del 1966 diretto da Richard Brooks.

## Trama
1917: il ricco signor Grant assolda quattro uomini affinché liberino e riportino a casa la moglie Maria, rapita dal pericoloso rivoluzionario messicano Jesús Raza. I quattro sono Henry, un veterano dell'esercito, ex mercenario in Messico, scelto da Grant come capo missione; Bill, anch'egli ex-combattente per Villa, esperto di esplosivi, avido ed egoista; Hans, amante dei cavalli; Jake, cacciatore abilissimo nel tiro con l'arco.
I quattro, allettati dalla ricompensa di 10.000 dollari ciascuno, superano le insidie del deserto e delle montagne fra il Texas e il Messico, infestate da banditi e dagli uomini di Raza, e riescono ad arrivare alla donna. Ma proprio mentre stanno per liberarla si accorgono che lei è la donna di Raza, e che ne è innamorata.
La ragazza viene comunque catturata, ma una squadra di uomini del leader rivoluzionario cerca di riprenderla prima che il commando scappi col treno. Minacciando di ucciderla, i quattro riescono comunque a partire. Raza, riavutosi, li insegue con i suoi fedeli, venendo poi gabbato, lasciandogli inseguire il treno vuoto, mentre loro si incamminano per il deserto roccioso.
In una pausa del viaggio, Maria racconta loro la verità: lei è cresciuta in Messico, dove il padre aveva una hacienda, ed è stata amante di Raza fin da giovane, sposando anche la causa rivoluzionaria. Il padre aveva poi combinato il matrimonio indesiderato con il ricco Grant, da cui lei era scappata per riunirsi al suo amore. Maria fa appello all'amore per la causa rivoluzionaria che sia Henry che Bill avevano dimostrato in passato, combattendo per sei anni in Messico, a volte anche senza ricompensa. I "soccorritori" tengono ugualmente fede alla loro missione.
Mentre Bill resta nelle gole del canyon per fermare Raza e i suoi, Henry e gli altri due continuano il cammino a tappe forzate. Raza rimane ferito nello scontro, tutti gli altri suoi uomini vengono uccisi da Bill.
Alla fine, Henry e gli altri arrivano al luogo dell'appuntamento con Grant. A sorpresa giunge anche Bill con uno stremato Raza, che può riabbracciare Maria. Henry è stupito: chiede spiegazioni a Bill.
Ma mentre questi sta per darle arriva Grant che pare avere una gran fretta di congedare i suoi mercenari. Appena vede Raza ordina a uno della sua scorta di ucciderlo, ma Bill glielo impedisce. Maria non vuole tornare con Grant. Lui la percuote e la minaccia, ma Bill e Henry la proteggono.
Henry ha a questo punto le idee chiare: erano stati assoldati per liberare una donna da un pericoloso rapitore e loro così intendono fare. Solo che il rapitore è Grant; lasciano quindi andare la donna, che porta via anche il suo uomo ferito.